# El Pi Rodó
El Pi Rodó és una muntanya de 1.656 metres que es troba al municipi de Fontanals de Cerdanya, a la comarca de la Baixa Cerdanya.